# Polnische Badminton-Mannschaftsmeisterschaft 2016
Die Polnische Badminton-Mannschaftsmeisterschaft der Saison 2015/2016 gewann das Team von SKB Litpol-Malow Suwałki. Es war die 43. Austragung der Titelkämpfe.

## Endstand
| Platz | Mannschaft               |
| ----- | ------------------------ |
| 1.    | SKB Litpol-Malow Suwałki |
| 2.    | Hubal Białystok          |
| 3.    | AZS AGH Kraków           |
| 4.    | AZS UWM Olsztyn          |
| 5.    | Stal Nowa Dęba           |